# Демянская десантная операция
Демянская десантная операция — операция советских воздушно-десантных войск, проводившаяся 18 февраля — 14 апреля 1942 года с целью уничтожения Демянской группировки противника на Северо-Западном фронте, составная часть Демянской наступательной операции. 
Данная операция не является в полном смысле слова воздушно-десантной, поскольку проникновение десанта в тыл врага осуществлялось не путём его десантирования, а путём перехода линии фронта. Но авторы трёх основных источников (практически единственных по истории операции), именуя операцию «десантной», исходят из того, что для операции использовались части ВДВ, задачи операции и действия войск соответствовали обычным задачам воздушных десантов, а минимальное десантирование всё-таки производилось.

## Обстановка на фронте и план операции
К 8 февраля 1942 года, в ходе Демянской наступательной операции силами войск Северо-Западного и Калининского фронтов южнее озера Ильмень и к востоку от города Старая Русса, была окружена Демянская группировка вермахта (6 дивизий, приданные части, тыловые подразделения 2-го армейского корпуса, численностью более 70 000, или даже до 105 000 человек). Далее советские войска имели задачу — уничтожить Демянскую группировку противника, освободить города Холм и Старая Русса, отбросить группу армий «Центр» в районы Смоленска и Витебска.
Однако уничтожить немецкие части в «котле» быстро не удалось — действия советских войск были плохо скоординированы, отсутствовали подвижные соединения, немецкая авиация господствовала в воздухе, разведка давала заниженные сведения об окруженной группировке (оценивала её в 50 000 человек). Установилась суровая и снежная зима. Наступавшие части снабжались крайне недостаточно, дороги для манёвра войск практически отсутствовали. Напротив, немецкое командование сумело принять решительные меры по укреплению своей обороны (создание сети опорных пунктов и выделение мобильных резервов для переброски на угрожаемые участки) и организации эффективного снабжения окружённых войск по воздуху.
Уже первые попытки уничтожения Демянской группировки показали, что эта задача является трудно решаемой — войска несли значительные потери, оплачивая ими продвижение на сотни метров. Тогда командование Северо-Западного фронта (командующий генерал-лейтенант П. А. Курочкин, начальник штаба генерал-лейтенант Н. Ф. Ватутин) предложили осуществить воздушно-десантную операцию по рассечению окружённых немцев и дезорганизации их коммуникаций в «котле» силами ВДВ путём выброски их в тыл противника.
Выполнение операции было возложено на 1-ю и 2-ю маневренные воздушно-десантные бригады (МВДБр), 204-ю воздушно-десантную бригаду (ВДБр), а также приданные им отдельные лыжные батальоны. Первоначальным планом операции планировалось десантирование с самолётов всего личного состава бригад внутрь «котла», но ввиду отсутствия достаточного количества военно-транспортной авиации план был изменён: сначала решили произвести высадку с воздуха небольшой группы десантников для оборудования временных взлётных полос, затем в «котёл» через промежутки между опорными пунктами немцев должны были прорваться остальные силы бригад, а дальнейшее снабжение и эвакуация раненых должны были осуществляться с этих временных полос. Взлётные полосы предполагалось оборудовать на северо-западе замёрзшего болота Невий Мох, северо-западнее Демянска, недалеко от деревень Большое Опуево и Малое Опуево.
Перед десантом были поставлены следующие цели: уничтожить важнейший узел снабжения Демянской группировки — аэродром в деревне Глебовщина, что дезорганизовало бы её снабжение; уничтожить штаб 2-го армейского корпуса в деревне Добросли; затем выполнить рейд в район южнее деревни Бель и на Ватолино, уничтожая тыловые коммуникации врага, и прорвать изнутри периметр «котла», после чего соединиться с «группой Ксенофонтова». 2-я МВДБр и 54-й отдельный лыжный батальон должны были очистить от противника местность вокруг железной дороги Кневицы-Лычково на севере «котла» для беспрепятственного её использования в интересах снабжения наступавших войск. Операция планировалась на использовании факторов скрытности, внезапности и манёвра.
К операции были привлечены около 9500 бойцов. Но если 204-я ВДБр была хорошо обучена и сформирована из бойцов, уже принимавших участие в боях, то обе МВДБр были недавно сформированы под Кировом и состояли преимущественно из необстрелянных бойцов 18-20 лет. Оснащение бригад было лёгким, из противотанковых средств имелось только небольшое количество противотанковых гранат, имелось небольшое число лёгких миномётов калибра 37 мм и 50 мм, Форма одежды была зимней, на ногах — валенки. Транспортные средства, в том числе лошади, отсутствовали.

## Начало операции
С 15 по 18 февраля 1942 года один батальон из 204-й ВДБр был десантирован с воздуха внутрь «котла» в район болота Невий Мох для подготовки баз и разведки. Затем на лыжах бригады были введены в «котёл»: 1-я МВДБр (командир подполковник Н. Е. Тарасов) — с 6 по 8 марта; 204-я ВДБр (командир майор Гринёв) — 11—15 марта; 2-я МВДБр — 13—16 марта.
При этом противник обнаружил как воздушный десант, так и проход бригад внутрь «котла». Срочно были приняты ответные меры: на охрану аэродрома был поднят 
полк из состава дивизии СС «Мёртвая голова», созданы мобильные патрульные группы из тыловых частей, усилены гарнизоны опорных пунктов и организовано патрулирование между ними. Воздушная разведка противника выявила строящиеся взлётные полосы.
В результате усилившегося противодействия противника сосредоточение десанта (особенно 204-й ВДБр) затянулось. Командиры бригад начали активные боевые действия, не дождавшись их сосредоточения. Первая же атака части сил 1-й МВДБр на опорный пункт в деревне Малое Опуево привела к большим потерям — до 200 человек убитых, раненых и пленных. Противник от пленных получил информацию о планах операции и спешно перебросил свои силы к угрожаемым объектам. Большое количество раненых резко снизило мобильность десантников.
16 марта 1942 года командующий Северо-Западным фронтом назначил командира 204-й ВДБр старшим командиром советских десантных сил в «котле» и приказал ему всеми силами бригад 18 марта атаковать одновременно Демянск, Добросли и Глебовщину, уничтожить их гарнизоны, затем 1-й МВДБр отходить на Старое Тарасово и Бель, а 204-й ВДБр — на Шишково.
19 марта была проведена одновременная операция по уничтожению в деревне Добросли штаба 2-го армейского корпуса и по уничтожению аэродрома в Глебовщине. Обе атаки были отбиты, причём по немецким донесениям только в бою за Добросли было убито свыше 500 десантников.
22 марта бригада Гринёва отправила раненых с конвоем в полевой лазарет на болоте Невий Мох, а сама (до 500 человек) двинулась на юг в обход с запада Демянска, имея цель напасть на штаб 12-й пехотной дивизии немцев в деревне Игожево. В это же время командир 1-й МВДБР Тарасов силами примерно в 2000 десантников сосредоточился на болоте Гладкое, изготовившись к атаке деревни Тарасово 24-25 марта — важного узла коммуникаций «котла».

## Ход операции
Неподготовленность десанта к автономным действиям очень быстро дала о себе знать, резко снизив боеспособность бригад: возник острый дефицит в продовольствии (при выходе в немецкий тыл бойцы имели по 3 суточных комплекта продовольствия), начался голод. Появились больные и обмороженные, было много раненых. Костры в тылу врага было запрещено разводить, поэтому ели холодные сало, консервы и концентраты. Запасы принесённого на себе продовольствия исчезли очень быстро. Поскольку многие болота не замерзли, валенки промокали, а из-за невозможности их просушки появилось много простудившихся и обмороженных.
18 марта был создан полевой госпиталь на южной окраине болота Невий Мох, примерно в 2-х километрах от Малого Опуево. Там раненые и больные размещались в шалашах из еловых ветвей прямо на снегу, без обогрева, почти без питания, в мокром обмундировании, на морозе и с минимумом лекарств. Уже тогда число раненых было близко к 500. В сохранивших боеспособность частях имелся острый недостаток боеприпасов.
С того же дня началось авиационное снабжение бригад путём сброса контейнеров и мешков с припасами с самолётов ТБ-3 и посадками самолётов У-2 на болоте Невий Мох.
Немецкое командование приступило к преследованию десантников мобильными группами, постоянным артиллерийским и миномётным обстрелам мест их сосредоточения, начались авиационные налёты.
В северной части «котла» 2-я МВДБр и 204-я ВДБр сосредоточились южнее Заболотья для атаки деревни Лычково. Однако вечером 17 марта немецкая артиллерия массированно обстреляла расположение десантников — около 100 человек погибло. Тем не менее, вечером 18 марта, выполняя поставленную задачу, десантники атаковали железную дорогу Лычково-Кневицы, а части 34-й армии начали атаку через «периметр» навстречу десантникам. Обе атаки были отражены. Потери десантников под Заболотье составили, по немецким данным, не менее 200 человек. 23 марта 2-я МВДБр атаковала само Лычково и ворвалась в село. Упорный бой продолжался около 12 часов, но в итоге немцам удалось выбить десантников на окраины села и удержать станцию. Потери десантников превысили 500 человек. К 25 марта от этой бригады осталось лишь около 300 человек, часть из них — раненые. После последней неудачной атаки Лычково в ночь с 26 на 27 марта остатки бригады распались на мелкие группы, которые стали просачиваться через линию фронта.
В южной части «котла» 1-я и 204-я бригады начали попытки уничтожить гарнизоны Игожево и Старого Тарасово. 24 марта 204-я ВДБР атаковала Игожево, но после упорного семичасового боя отошла, потеряв 181 убитого и 16 пленных. Немецкие потери составили 33 убитых, 37 раненых.
26 марта 1-я МВДБР атаковала немецкие позиции у Старого Тарасово и деревни Меглино, также безуспешно и с большими потерями (по разным данным от 170 до 436 убитых, среди раненных был командир бригады Тарасов). Стало ясно, что оставшимися силами задачи операции выполнены не будут.

## Ликвидация  десанта
Сразу после неудачного боя 26 марта один батальон 1-й МВДБР, воспользовавшись суматохой противника, прорвался через линию фронта и вынес на себе более 100 раненых. Остатки бригад (около 1000 бойцов, из которых более чем 300 раненых) отступили на край болота Гладкое. В ту же ночь самолётами У-2 были эвакуированы командный состав бригад и несколько раненых. Было решено вновь разделиться и мелкими группами в обход гарнизонов пробиваться к своим. Но немецкое командование уже было готово к таким действиям, выслав на пути отхода усиленные части. Последовала серия разрозненных боев по уничтожению советских групп. Несмотря на героизм десантников, как правило, такие бои оканчивались полным или почти полным их уничтожением. Так, 28 марта южнее деревни Маслово в бою было убито около 130 десантников, 29 марта у болота Гладкое — ещё около 100 человек, в тот же день десантники были выбиты из села Малое Опуево, где погибло около 180 бойцов и 27 — захвачены в плен.
Пока действовал аэродром на болоте Невий Мох, удалось вывезти самолётами 539 раненых и командиров.
В начале апреля 1942 года были предприняты три попытки прорыва с большими потерями. Бой против десантников вели уже танки и бронемашины. Во время ночного прорыва в ночь на 8 апреля был пленён командир бригады Тарасов и убито около 80 десантников. На следующую ночь в очередной попытке прорыва был убит новый командир бригады подполковник Устинов.
14 апреля 1942 года состоялся последний крупный прорыв — командир 1 батальона 1-й МВДБр капитан Жук И. И. вывел к своим больше 200 человек, основная масса которых — раненые.
По немецким данным, последний бой в районе действий советского десанта имел место 3 мая 1942 года. Ещё несколько дней после этого линию фронта переходили одиночные бойцы и маленькие группки. Более двух месяцев истощённые бойцы без пополнений и без снабжения вели героическую неравную борьбу.
Несмотря на героизм бойцов, ни одна из задач операции решена не была. Три десантные бригады были практически полностью уничтожены. Так, безвозвратные потери 1-й МВДбр составили более 2600 человек из 3000, безвозвратные потери 204-й ВДБР составили более 1800 человек из 2000 бойцов, во 2-й МВДБр — остались в живых менее 500 бойцов.
Столь трагический итог операции стал причиной того, что она не упоминалась в советской литературе и оказалась полностью забытой. Ещё одной причиной к тому стало предательство командира 1-й МВДБр Тарасова, который в плену пошёл на сотрудничество с немцами.